# پاموش‌تیغی‌ها
پاموش‌تیغی‌ها(نام علمی: Podogymnura) نام یک سرده از تیره خارپشت‌سانان است.

## گونه ها
- موش‌تیغی دیناگات (Podogymnura aureospinula)
- موش‌تیغی میندانائو (Podogymnura truei)